# Districte de Sylhet
El districte de Sylhet és una divisió administrativa de Bangladesh a la divisió de Sylhet. La capital és Sylhet. La superfície és de 3.490 km² i la població de 2.675.346 habitants (2001).
El districte de Sylhet està format per 11 upaziles, 2 municipalitats, 37 wards, 233 mahales, 98 union parishads, 1,693 mouzes i 3.249 pobles. Les upaziles són Balaganj, Beanibazar, Bishwanath, Companiganj, Fenchuganj, Golabganj, Gowainghat, Jaintiapur, Kanaighat, Sylhet Sadar i Zakiganj.

## Subdistrictes

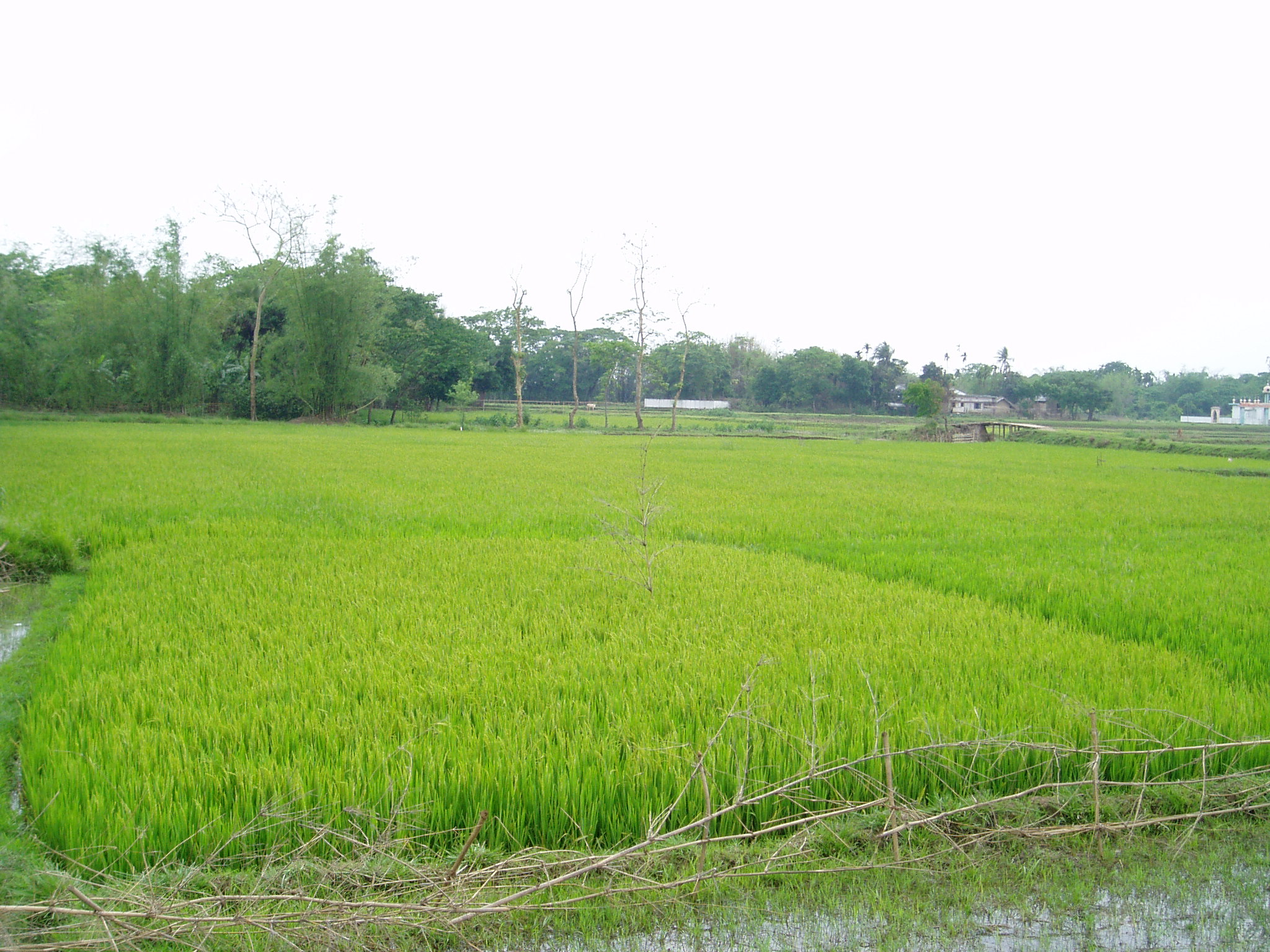
Camps d'arròs a Balaganj, Sylhet.

El districte de Sylhet està format per 12 sub-districtes o Upaziles: 
- Balaganj.
- Beanibazar.
- Bishwanath.
- Companiganj.
- Fenchuganj.
- Golapganj.
- Gowainghat.
- Jaintiapur.
- Kanaighat.
- South Surma.
- Sylhet Sadar.
- Zakiganj.

## Religió
La majoria del poble segueix l'islam com a religió. Més del 90% són musulmans seguits dels hinduistes. Els seguidors de cada religió són:
| Religió   | Població  | Percentatge |
| --------- | --------- | ----------- |
| Islam     | 2.365.728 | 92,57%      |
| Hinduisme | 186.565   | 7,30%       |
| Cristià   | 1.831     | 0,07%       |
| Altres    | 1.090     | 0,045%      |

## Llocs interessants
- Capella d'Hazrat Shah Jalal.
- Capella d'Hazrat Shah Paran.
- Shahi Eidgah.
- Fort Gour Govinda.
- Kean Bridge.
- Torre del rellotge Ali Amjad.
- Mesquita de Shah Jalal a Sylhet.

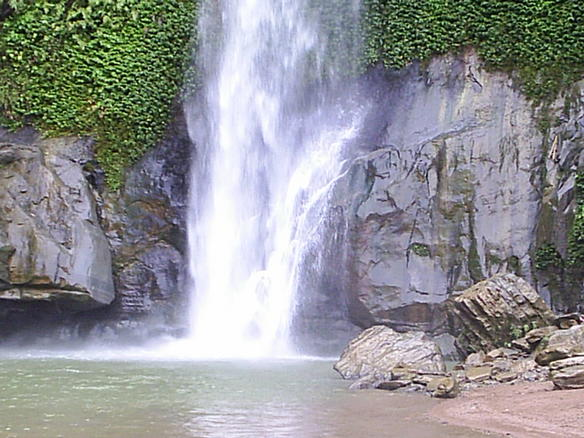
Cascades Madhobkundo.

- Rampasha, Biswanath, casa del poeta místic Hason Raja & Eklimur Raja.
- Chaitanya Mahaprabhu. (Shree Chaitanya)
- Jainta Rajbari.
- Plantació de te Malini chora.
- Kalagul.
- Capella d'Hazrat Sayyeed Zakir Shah Fatimi.
- Museu Osmani.
- Museu dels rages.
- Tilagarh Eco Park. (Alutal)
- Plantacions de te de Lakdi Toda, Malnichara, Tarapur, Chan bagh i Mumin Chori.
- Parjatan Corporation Resssort.
- Jaflong.
- Tamabil.
- Sripur Park.
- Bholaganj.
- Lala khal.
- Jakaria city. (Eco park)
- Nadim Gaar. (Resort)
- Dream Land. (Parc temàtic)
- Adventure World.(Parc de diversió)
- Osmani Shishu Udyan. (parc)
- Pont de Shah Jalal.
- Manipuri Para.
- Handicraft.
- Sheetal Pati.

## Història
El territori del districte estava dividit en tres petits regnes: Gor o Sylhet, Laur i Jaintia; el territori al sud del Kusiyara es creu que estava sota control del raja de Tripura. Gor fou conquerit pels musulmans el 1384, i el darrer rei hindú Gaur Gobind fou eliminat més per l'acció del faquir Shah Jalal, que per la de l'oficial comandant de l'expedició, Sikandar Ghazi. A la mort de Shah Jalal, Gor fou inclòs en el regne de Bengala i posat sota govern d'un nawab. En el regnat d'Akbar va passar amb la resta de Bengala a mans dels mogols i en aquest temps també fou conquerit Laur si bé els seus governants van conservar el poder com a encarregats de vigilar la frontera i exceptuats de pagament per la terra. Gor i Laur van quedar inclosos a Bengala i van passar als britànics amb la resta el 1765.
El districte fou creat el 3 de gener de 1782 dins a la divisió de Dacca. Jaintia no fou mai conquerida i va restar independent fins a 1835 quan fou annexionada pels britànics després de l'assassinat d'uns súbdits britànics sacrificats a la deessa Kali. Sylhet estava a l'extrem dels dominis de la companyia; el nord i sud de la regió estava habitada per tribus salvatges (al sud els kukis i lushais) i les disputes amb el regne de Tripura foren constants. El 1844 els kukis van matar 20 persones i el 1847 en van matar 150 encara que l'escenari de la matança, després d'una investigació, va resultar haver-se produït fora dels límits del districte. Un nou atac es va produir el 1849 i es va enviar una expedició a les muntanyes que va pacificar el país per un temps.
El 1857 una part dels sipais amotinats de Chittagong va entrar al districte des de Tripura però foren derrotats a Latu i empesos cap a Cachar.
Els lushais van donar conflictes el 1862, 1868 i 1871; en aquest darrer any es va enviar una expedició a les muntanyes que va tenir un bon resultat i encara que van caler posteriors expedicions per la submissió completa, ja no es van produir més atacs en endavant a la plana de Sylhet. Mentre els khasis havien estat sotmesos després de l'annexió de la vall d'Assam i la darrera resistència va tenir lloc el 1831.
Fou part de la divisió de Dacca fins al 1878. En aquest any Sylhet fou inclòs a la nova divisió o subprovíncia d'Assam (excepte de 1905 a 1912 q1ue fou part de Bengala Oriental i Assam). El 1947, després d'un referèndum, fou agregat al Pakistan (Pakistan Oriental) excepte la subdivisió de Karimganj, i formà part de la divisió de Chittagong. El 1983-1984 l'antic districte de Sylhet fou dividit en quatre districtes: Sylhet, Sunamganj, Habiganj i Maulvi Bazar i l'1 d'agost de 1995 fou elevada a divisió amb els quatre districtes.
El districte fou part de la divisió de Dacca a Bengala fins al 1874 quan fou traslladat a la divisió d'Assam. La superfície era de 13.955 km². Tenia 5 ciutat i 8.330 pobles. La població era:
- 1872: 1.719.539.
- 1881: 1.969.009.
- 1891: 2.154.593.
- 1901: 2.241.848.

Administrativament estava format per cinc subdivisions:
- North Sylhet. (capital Sylhet)
- South Sylhet. (capital Maulavi Bazar)
- Sunamganj.
- Habiganj.
- Karimganj.

El 53% de la població eren musulmans i el 47% hindús. L'ètnia majoritària eren els bengalís i la llengua el bengalí (92%) dialecte sylheti; el 5% parlava hindi i l'1% manipuri. Les castes principals eren bramans, kayasths, baruis, goales, napits, telis, das, jugis, shahas, dom-patnis, kaibarttes i namasudras o chandals. Altre ètnies eren els manipuris, els originaris de Tripura i els haijongs.
La subdivisió de North Sylhet tenia una superfície de 2.732 km² i població de 463.477 habitants amb capital a Sylhet (13.893 habitants) i hi havia 1.956 pobles. La subdivisió de South Sylhet tenia una superfície de 2.176 km² i una població de 379.158 habitants amb capital a Maulavi Bazar (població 2.481 habitants).